# Шугурово
Шугу́рово (рос. Шугурово, ерз. Шугур веле) — село у складі Беликоберезниківського району Мордовії, Росія. Адміністративний центр Шугуровського сільського поселення.

## Населення
Населення — 868 осіб (2010; 1029 у 2002).
Національний склад (станом на 2002 рік):
- ерзяни — 97 %